# Hyacinthe Jadin
Hyacinthe Jadin (Versailles, 27 april 1776 – Parijs, 27 september 1800) was een Frans componist en muziekpedagoog. Hij was de broer van Louis Emmanuel Jadin. Ook hun vader Jean Jadin (fagottist in het Koninklijk orkest) en hun oom Georges Jadin waren componisten in Versailles en Parijs.

## Levensloop
Hij was een leerling van Nicolas Joseph Hüllmandel, een leerling van Carl Philipp Emanuel Bach, die tot de beroemde École des Pianistes Parisiens behoorde en gegarandeerd een goed pedagoog. Dit was de basis, waarop Jadin zich tot een virtuoos pianist ontwikkelde. In 1785 (in het 9e levensjaar) publiceerde hij zijn eerste compositie in het Journal de Clavecin, een Rondo voor het Fortepiano, een instrument dat via Andreas Silbermann naar Frankrijk gekomen was en de plaatsvervanger van het klavecimbel werd. Op 13-jarige leeftijd speelde hij een concert met eigen composities bij de befaamde Concerts Spirituels.
Gedurende de Theater boom van de Franse revolutie was hij recitatiefbegleider aan het Theater Feydeau. In 1794 publiceerde hij zijn eerste revolutie-muziek Hymne du Vingt-un Janvier, een ouverture voor 13 blazers voor de eerste herdenking van de executie van voormalige koning Lodewijk de XVI. In 1795 werd hij professor voor de dames pianoklas aan het nog jonge Conservatoire national supérieur de musique in Parijs. Zijn leerlingen haalden meestal goede cijfers bij de examens.
In de laatste vijf jaren van de 18e eeuw ging het achteruit met zijn gezondheid. Hij leed aan tuberculose. In 1799 werd hij bevrijd van de militaire dienst door Napoleon Bonaparte persoonlijk. Op 22 september 1799 gaf hij zijn laatste openbaar concert. Een jaar later op, 27 september 1800, overleed hij te Parijs.
Jadin, evenals zijn broer Louis, behoort tot de kring van de Franse revolutiecomponisten, die als mijlpaal voor de ontwikkeling van het harmonieorkest in de uitgaande 18e eeuw kunnen werden beschouwd.

## Composities

### Werken voor orkest
- 1796-1797 Premier Concerto pour piano et orchestre
  1. Allegro brillante
  2. Adagio
  3. Rondeau - Allegretto
- 1796 Second Concerto pour piano en ré mineur (d klein) avec Accompagnement de deux Violons, Alto, Basse, flûtes, Obois, Bassons et Cors 
  1. Allegro moderato
  2. Adagio
  3. Rondo - Allegro
- 1798 Troisième Concerto pour piano en la majeur (A groot) avec Accompagnement de deux Violons, Alto, Basse, deux Flûtes, deux Bassons et deux Cors
  1. Allegro moderato
  2. Rondo - Allegro

### Werken voor harmonieorkest
- 1794 Hymne du Vingt-un Janvier - Text: Charles Le Brun
- 1796 Chanson pour la Fête de l'Agriculture - Text: Ange Etienne Xavier Poisson de Lachabeaussière
- 1796 Ouverture pour instruments à vent
- Hymne du dix germinal - Text: Théodore Désorgues

### Toneelwerken

#### Opera's
| Voltooid in | titel                                 | aktes   | première                                                | libretto              |
| ----------- | ------------------------------------- | ------- | ------------------------------------------------------- | --------------------- |
| 1793        | Le Testament mal-entendu              | 2 aktes | niet uitgevoerd                                         | Ducray-Duminil        |
| 1794        | Cange ou Le Commissionnaire de Lazare | 1 akte  | 21 november 1794, Parijs, Théâtre des Amis de la Patrie | André-Pépin Bellement |
| 1796        | L'Orpheline                           | 1 akte  | 4 april 1796, Parijs, Théâtre Feydeau                   | Joseph Patrat         |

### Vocaalmuziek
- 1792 Marche du siège de Lille voor zanger en piano of harp
- 1796 Romance à la lune voor zanger en piano of harp
- 1796 Le tombeau de Sophie 1 voix, clavecin ou harpe

### Kamermuziek
- 1795 Quatuor pour deux Violons, alto et basse en si bémol majeur (Bes groot) opus 1 nº 1 (opgedragen aan zijn moeder)
  1. Largo - Allegro non troppo
  2. Adagio
  3. Menuet - Trio
  4. Finale - Allegro
- 1795 Quatuor pour deux Violons, alto et basse en la majeur (A groot) opus 1 nº 2 (opgedragen aan zijn moeder)
  1. Allegro
  2. Menuet - Trio
  3. Pastoral Andante
  4. Finale
- 1795 Quatuor pour deux Violons, alto et basse en fa mineur (f klein) opus 1 nº 3 (opgedragen aan zijn moeder)
  1. Allegro moderato
  2. Menuet
  3. Adagio
  4. Polonaise
- 1796 Quatuor pour deux Violons, alto et basse en mi bémol majeur (Es groot) opus 2 nº 1
  1. Largo - allegro moderato
  2. Adagio
  3. Minuetto
  4. Finale Allegro
- 1796 Quatuor pour deux Violons, alto et basse en si bémol mineur (bes klein) opus 2 nº 2
  1. Allegro
  2. Minuetto
  3. Adagio non troppo
  4. Allegro Finale
- 1796 Quatuor pour deux Violons, alto et basse en ut majeur (C groot) opus 2 nº 3
  1. Allegro
  2. Andante
  3. Menuetto
  4. Presto Finale
- 1797 Quatuor pour deux Violons, alto et basse en ut majeur (C groot) opus 3 nº 1
  1. Allegro moderato
  2. Adagio
  3. Menuette - Andante
  4. Presto Finale
- 1797 Quatuor pour deux Violons, alto et basse en mi majeur (E groot) opus 3 nº 2
  1. Allegro moderato
  2. Menuet
  3. Adagio
  4. Allegro
- 1797 Quatuor pour deux Violons, alto et basse en la mineur (a klein) opus 3 nº 3
  1. Allegro moderato
  2. Adagio
  3. Menuet
  4. Finale
- 1798 Quatuor pour deux Violons, alto et basse en sol majeur (G groot) opus 4 nº 1
  1. Allegro moderato
  2. Rondo Allegro
- 1798 Quatuor pour deux Violons, alto et basse en fa majeur (F groot) opus 4 nº 2
  1. Allegro non troppo
  2. Minuetto Trio
  3. Adagio molto
  4. Allegro assai
- 1798 Quatuor pour deux Violons, alto et basse en ré majeur (D groot) opus 4 nº 3
  1. Largo - Allegro moderato
  2. Minuetto
  3. Andante
  4. Finale Allegro

### Werken voor piano
- 1785 Rondo
- 1794 Premier Sonate pour piano où clavecin en ré majeur (D groot) avec accompagnement de violon 
  1. Allegro
  2. Andantino un poco allegretto
  3. Menuet Allegro
  4. Final Presto
- 1794 Second Sonate pour piano où clavecin en si bémol majeur (Bes groot) avec accompagnement de violon
  1. Allegro fieramente
  2. Rondo Allegretto non tropo
- 1794 Troisieme Sonate pour piano où clavecin en fa mineur (f klein) avec accompagnement de violon
  1. Allegretto poco agitato
  2. Adagio
  3. Menuet Allegro
  4. Rondo Allegro non tropo
- 1795 Sonate pour piano opus 3 Nr. 1
- 1795 Sonate pour piano opus 3 Nr. 2
- 1795 Sonate pour piano opus 3 Nr. 3
- 1795 Sonate pour piano en si bémol majeur (Bes groot) opus 4 Nr. 1
  1. Allegro
  2. Andante
  3. Finale Presto
- 1795 Sonate pour piano en fa dièse mineur (fis klein) opus 4 Nr. 2

  1. Allegro Motto
  2. Menuet - Trio
  3. Finale Allegro
- 1795 Sonate pour piano en do mineur (c klein) opus 4 Nr. 3
  1. Allegro moderato
  2. Adagio
  3. Rondeau Allegretto
- 1795 Sonate pour piano en fa mineur (f klein) opus 5 Nr. 1
  1. Allegro moderato
  2. Adagio
  3. Final Allegro
- 1795 Sonate pour piano en ré majeur (D groot) opus 5 Nr. 2
  1. Allegro
  2. Andante
  3. Final Presto
- 1795 Sonate pour piano en do mineur (c klein) opus 5 Nr. 3
  1. Allegro maestoso
  2. Andante
  3. Allegro
- 1796 Duo en fa majeur (F groot) zu vier Händen 
  1. Allegro Brillante
  2. Andante
  3. Rondo Allegro
- 1800 Sonate pour piano en do mineur (c klein) opus 6 Nr. 1
  1. Allegro moderato
  2. Andante sostenuto
  3. Final Allegro
- 1800 Sonate pour piano en la majeur (A groot) opus 6 Nr. 2
  1. Andante
  2. Rondeau Allegretto
- 1800 Sonate pour piano en fa majeur (F groot) opus 6 Nr. 3
  1. Allegro moderato
  2. Adagio
  3. Allegro assai

## Publicaties
- N. Castinel: Aube d'une vie musicale sous la révolution: la vie et l'oeuvre de Hyacinthe Jadin (1776 - 1800, Lyon 1991